# Буланов, Павел Петрович
Па́вел Петро́вич Була́нов (12 февраля 1895, Инсар, Пензенская губерния — 15 марта 1938, Москва) — деятель советских спецслужб, секретарь Коллегии ОГПУ — НКВД и секретарь Особого совещания НКВД СССР, старший майор государственной безопасности (1935). Расстрелян в 1938 году. Реабилитирован посмертно.

## Биография
Родился в семье сторожа (лесника) в селе Инсар Пензенской губернии. Русский. В 1916 году, по окончании Пензенского землемерного училища, был призван в Русскую императорскую армию; во время Первой мировой войны служил в запасном полку (Саратов, август 1916 — январь 1917). В 1917 году, находясь в Москве в поисках работы, познакомился с М. П. Фриновским, который помог устроиться в канцелярию одного из красногвардейских отрядов. В Гражданской войне не участвовал. Член РКП(б) с осени 1918 года.
Работал в Инсарском уездном продовольственном комитете (Пензенская губерния) делопроизводителем (январь 1917—1918), заведующим продовольственным управлением (по декабрь 1918); затем — в Пензенском губернском продовольственном комитете: заведующим рабочим снабжением, заведующим продовольственным распределением. С февраля по август 1921 года — ответственный секретарь Инсарского уездного комитета РКП(б).

### ВЧК—ОГПУ—НКВД
С 1921 года служил в органах ВЧК—ОГПУ—НКВД — член коллегии Пензенской губернской ЧК. С 20 декабря 1921 года — в Секретно-политическом отделе ВЧК—ГПУ: помощник, с 01.08.1922 — заместитель начальника 5-го отделения; с 04.01.1923 — заместитель начальника 2-го отделения; с 13.03.1923 — заместитель начальника 11-го отделения. С 20 мая 1923 года — секретарь Секретно-политического отдела, одновременно (26.04.1926 — 23.05.1928) — начальник 7-го отделения. Занимался учётом дел обвиняемых в антисоветской деятельности и контрреволюции, а также агентурой в СССР. В январе—феврале 1929 года руководил секретным вывозом находившегося в ссылке в Алма-Ате Л. Д. Троцкого в Одессу и депортацией его на пароходе «Ильич» из СССР в Турцию.
С 1 декабря 1929 года — секретарь, с 11 ноября 1931 года — 1-й секретарь коллегии ОГПУ СССР. C 11 июля 1934 по 28 ноября 1936 года — секретарь НКВД СССР, одновременно (с 11.07.1934 по 29.03.1937) — ответственный секретарь Особого совещания при НКВД СССР. Занимался выработкой механизма репрессивных акций, составлял все нормативные документы о порядке обращения с заключёнными и подследственными. Один из доверенных лиц наркома НКВД  Г. Г. Ягоды. Один из организаторов судебного процесса над сторонниками Г. Е. Зиновьева и Л. Б. Каменева в 1936 году. Писал сценарий процесса: что должны сказать подсудимые. Несколько раз устраивал репетиции: прорабатывал с каждым подсудимым отдельно отведённую для него роль.
После прихода на пост главы НКВД Н. И. Ежова некоторое время оставался секретарём НКВД. Ему была поручена организация Первого и Второго Московских процессов в январе 1937 года. Хорошо знал лично Н. И. Ежова, с которым у него были приятельские отношения.
Был избран делегатом XVII съезда ВКП(б) (1934; персонально, с совещательным голосом); делегатом VIII Всесоюзного съезда Советов (1936).

### Репрессии
В марте 1937 года был снят с должности секретаря, уволен из НКВД и исключён из ВКП(б) как «идейно чуждый элемент». Поводом для смещения Буланова стала информация о том, что он занимается распределением между руководителями НКВД ценностей, конфискованных у арестованных. Об этом стало известно Сталину, и тот якобы распорядился уволить Буланова и исключить его из партии.

Заняв пост секретаря коллегии ОГПУ, Буланов своим неприкрытым подхалимажем в адрес Ягоды добился его полного доверия и стал, по существу, его первым помощником. Он по своему усмотрению представлял к награждению знаком «Почётный чекист» за всевозможные «доблести», подчас совершенно не связанные с оперативной работой, хозяйничал в кладовых ОГПУ, где хранились ценности, изъятые у спекулянтов и валютчиков. Часть этих ценностей он раздавал по своему усмотрению жёнам высокопоставленных работников ОГПУ — Паукера, Лурье, Успенского и других, а также ближайшим своим холуям вроде Макса Станиславского.— М. П. Шрейдер, 1995, с. 11
.
29 марта арестован. Был одним из обвиняемых на Третьем московском процессе. Обвинялся в участии в заговоре Г. Ягоды, на которого дал на суде показания, отличающиеся тщательной детализацией. Признан виновным в попытке отравить Ежова.

Когда он <Ягода> был снят с должности наркома внутренних дел, он предпринял уже прямое отравление кабинета и той части комнат, которые примыкают к кабинету, здания НКВД, там, где должен был работать Николай Иванович Ежов. Он дал мне лично прямое распоряжение подготовить яд, а именно взять ртуть и растворить её кислотой. Я ни в химии, ни в медицине ничего не понимаю, может быть, путаюсь в названиях, но помню, что он предупреждал против серной кислоты против ожогов, запаха и что-то в этом духе. Это было 28 сентября 1936 года. Это поручение Ягоды я выполнил, раствор сделал. Опрыскивание кабинета, в котором должен был сидеть Ежов, и прилегающих к нему комнат, дорожек, ковров и портьер было произведено Саволайненом в присутствии меня и Ягоды. Это было 29 сентября. Ягода сказал мне, что это опрыскивание нужно делать 5-6-7 раз, что и было сделано. Я два или три раза приготовлял большие флаконы этого раствора и передавал их Саволайнену. Распрыскивал тот из пульверизатора. Помню, что это был большой металлический баллон с большой грушей. Я знаю этот пульверизатор, он был в уборной комнате у Ягоды, заграничный пульверизатор. Второй и третий раз разбрызгивание производил Саволайнен в моём присутствии, остальные разы без меня. Обо всём он говорил и мне, и докладывал Ягоде.

Должен ещё добавить, что 28 сентября, когда был этот разговор, Ягода вынул из своего шкафчика, где у него находилось много каких-то вещей, в частности, пузырьков, и передал мне две ампулы, по внешнему виду нерусского производства, сказав мне при этом: это — яды, которые нужно разбрызгивать одновременно со ртутным раствором. Что это было, как это называлось, я не знаю. Я это передал Саволайнену, и тот разбрызгал вместе со ртутным раствором.

Вот всё, что мною сделано в части покушения на жизнь Николая Ивановича Ежова.— Судебный отчёт // Матер. / Воен. кол-я Верх. Суда СССР. Вечернее заседание 8 марта 1938 года. — М., 1997.
В ходе следствия по «делу» самого Ежова весной—летом 1939 г. бывший нарком НКВД признал, что показания Буланова и Саволайнена были им сфабрикованы, чтобы лучше выглядеть в глазах Сталина.  13 марта 1938 года Военной коллегией Верховного Суда СССР по ст. 58la, 2, 7, 8, 9, 11 УК РСФСР приговорён к высшей мере наказания. Расстрелян в ночь на 15 марта 1938 года. По свидетельству начальника 1-го отдела ГУГБ НКВД СССР И. Я. Дагина, Буланов был в таком жалком состоянии (ему была обещана жизнь лично Ежовым), что нарком НКВД приказал дать ему коньяку. Место захоронения — спецобъект НКВД «Коммунарка». Реабилитирован 4 февраля 1988 года постановлением Пленума Верховного Суда СССР.
Была расстреляна в 1938 г. и его гражданская жена как «японская шпионка».

## Адреса
Москва, ул. Ю.Мархлевского, д. 9, кв. 4 (6).

## Награды
- знак «Почётный работник ВЧК—ОГПУ (V)» (№ 458; 1929)[3]
- знак «Почётный работник ВЧК—ОГПУ (XV)» (20 декабря 1932)[3]
- орден Ленина (28 ноября 1936)[3] — за особые заслуги в борьбе за упрочение социалистического строя.

## Персонаж
Персонаж романа М. А. Булгакова «Мастер и Маргарита»:

По лестнице подымались двое последних гостей.

— Да это кто-то новенький, — говорил Коровьев, щурясь сквозь стёклышко, — ах да, да. Как-то раз Азазелло навестил его и за коньяком нашептал ему совет, как избавиться от одного человека, разоблачений которого он чрезвычайно опасался. И вот он велел своему знакомому, находящемуся от него в зависимости, обрызгать стены кабинета ядом.

— Как его зовут? — спросила Маргарита.

— А, право, я сам ещё не знаю, — ответил Коровьев, — надо спросить у Азазелло.

— А кто это с ним?

— А вот этот самый исполнительный его подчинённый. Я восхищён! — прокричал Коровьев последним двум.— гл. 23. Великий бал у сатаны
Персонаж повести В. Суворова «Змееед».
Художественный фильм «Враг народа — Бухарин» (СССР, США, 1990). Режиссёр: Леонид Марягин. В фильме — один из обвиняемых по делу антисоветского «право-троцкистского блока».

## Комментарии
1. 1 2  См.[5]; ныне — в Кадошкинском районе Республики Мордовия.
2. ↑  Уволен из органов 8.7.1937 [см.: Буланов, Павел Петрович. Кадровый состав органов государственной безопасности СССР. 1935−1939. Дата обращения: 14 октября 2018.].
3. ↑  По другим данным, реабилитирован в 1956 году, восстановлен в КПСС.
4. ↑  Ныне — Милютинский переулок.